# Монастырище (станция)
Монастырище — промежуточная железнодорожная станция на линии Христиновка — Казатин Одесской железной дороги.

## История
Железнодорожная станция в местечке Монастырище Липовецкого уезда Киевской губернии Российской империи была построена в декабре 1890 года.
В ходе Великой Отечественной войны 23 июля 1941 Монастырище было оккупировано наступавшими немецкими войсками, 10 марта 1944 года — освобождено частями 42-й гвардейской стрелковой дивизии РККА. Началось восстановление разрушенной железной дороги.
В 1944 году железнодорожная станция была восстановлена.
В 1971 году на станции был построен новый железнодорожный вокзал.